# Dajem ti srce
Dajem ti srce je naziv pjesme i istoimenoga studijskoga albuma hrvatske pjevačice Doris Dragović, koji je 1992. objavila diskografska kuća Croatia Records.

## Popis pjesama
1. "Mjesečina"
2. "Prava ljubav"
3. "Signorina"
4. "Srdele"
Zrinko Tutić - Zlatan Stipišić Gibonni - Nikša Bratoš[1]
5. "Dajem ti srce"
Zrinko Tutić - Zlatan Stipišić Gibonni - Nikša Bratoš[1]
6. "Ti si moja ljubav stara"
7. "Ove noći jedna žena"
8. "Pjesma i vino"
9. "Prolaze dani, prolaze zore"
10. "A tebe nema"